# Odby Kirke
Odby Kirke ligger i landsbyen Odby, der ligger på den sydlige del af Thyholm, nord for Struer.
Kirken blev opført ca. 1200; men tårnet blev først tilføjet i sidste halvdel af 1500-tallet, og våbenhuset er endnu yngre. De to kirkeklokker stammer fra henholdsvis sidste halvdel af 1300-tallet og 1896.
Indvendigt er kirken udsmykket af Bodil Kaalund. Det gælder således prædikestolen, der i 1988 fik malerier af Kaalund, og orgelpulpituret, som fik sine ni malerier i 1990. På nordvæggen hænger der et krucifiks fra 1400-tallet og en tavle med navnene på sognets præster siden reformationen. I midtergangen hænger der et kirkeskib, som er en model fra 1930'erne af Limfjordsbarken Marie.
Det oprindelige alter af kvadersten er, efter at have været bygget inde i et større alter formodentlig siden reformationen, afdækket, restaureret og genindviet i 2005. Altertavlen stammer fra ca. 1600 og er udstyret med et maleri fra 1910 af A. Dorph. Maleriet forestiller Jesus på korset og en mandsperson, der knæler ved korsets fod.
På kirkegården ligger en uidentificeret engelsk flyver begravet. I 1943 blev hans bombefly skudt ned over Nissum Bredning.

## Galleri

### Interiør
- Odby Kirke, interiør
- Det restaurerede alter
- Prædikestolen med Bodil Kaalunds malerier
- Døbefonten
- Krucifikset fra 1400-tallet
- Kirkeskibet Marie, orglet og orgelpulpituret med Bodil Kaalunds malerier